# Верхняя Кадамовка
Верхняя Кадамовка — хутор в Октябрьском районе Ростовской области.
Входит с состав Артемовского сельского поселения.

## География
Хутор расположен в верховьях реки Кадамовки.
Уличная сеть в нём представлена улицей Галенко и переулком Веселый.

## История
Основан в 1905 году богатым казаком Мельниковым. Но, видимо, люди здесь жили ещё раньше, так как в хуторе была найдена каменная надгробная плита с датой смерти (захоронения), относящаяся ко второй половине XIX века.
Своё название хутор получил от речки Кадамовки, в верховьях которой он находится. Жители хутора занимались сельским хозяйством: пахали землю, сеяли, разводили лошадей, коров, овец. Самыми зажиточные имели мельницу, много земли и скота, нанимали батраков. В хуторе были люди, настроенные революционно, мечтавшие о перемене порядков и лучшей жизни. Во время революции возглавлял их большевик Ткачев Андрей Павлович, который в 1918 году он был арестован белоказаками и увезен в хутор Садки, где после пыток и мучений его расстреляли. Сейчас в хуторе Садки стоит памятник большевику Ткачеву А. П.

## Население
| 2010 |
| ---- |
| 291  |